# I pionieri (film 1923)
pachts adamsI pionieri (The Covered Wagon) è un film muto del 1923 diretto da James Cruze. La sceneggiatura si basa sul romanzo The Covered Wagon di Emerson Hough, pubblicato a New York nel 1922.
Fu il film col maggiore incasso nell'anno 1923.

## Trama
Ad una carovana in partenza per l'Oregon si aggiunge all'ultimo momento un soldato di nome Will Bannion, cacciato dall'esercito per aver rubato del bestiame.
Fra il capo della comitiva, Sam e il nuovo arrivato scoppia subito la rivalità.

## Produzione

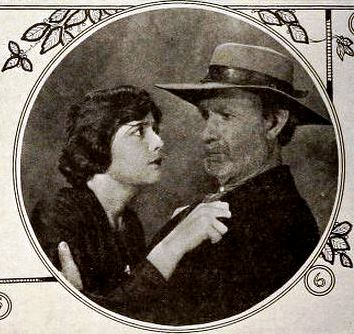
Lois Wilson e Ernest Torrence

Il film fu prodotto dalla Famous Players-Lasky Corporation e Paramount Pictures con un budget stimato di 782.000 dollari. Venne girato nello Utah, in Nevada, Oregon e California. Responsabile dei rapporti con gli indiani fu Tim McCoy alla sua prima esperienza cinematografica. McCoy, in seguito, avrebbe intrapreso la carriera di attore diventando uno dei volti più noti del cinema western.
```
schema pionieri 
```

the with bambino

## Distribuzione
Il copyright del film, richiesto dalla Famous Players-Lasky Corp., fu registrato il 14 marzo 1923 con il numero LP18770.
Distribuito dalla Paramount Pictures, il film uscì in prima al Rivoli Theater di New York il 16 marzo 1923 in una versione in parte sonorizzata con il metodo DeForest Phonofilm. Per pubblicizzare il nuovo sistema di cinema sonoro, fu girato Adolph Zukor Introduces Phonofilm, un cortometraggio di 4 minuti che illustrava al pubblico la tecnica della nuova invenzione adottata per I pionieri. Zukor fu aggiunto insieme a Jesse L. Lasky come presentatore del film, che è dedicato - come diceva il programma di sala - "alla memoria di Theodore Roosevelt".
Il film venne poi distribuito nelle sale nel 1924 solo in versione muta. Incassò, negli USA, 3.800.000 dollari.
Il film, incompleto, è conservato in un duplicato positivo a 35 mm. e a 16 mm. Il 25 gennaio 1995, la Paramount ne ha curato l'uscita in VHS.

### Date di uscita
IMDb e Silent Era VHS
- USA	16 marzo 1923	 (New York)
- Austria	   1924
- USA	8 settembre 1924
- Germania	1925
- Finlandia	2 settembre 1925
- Portogallo	10 settembre 1928
- Portogallo	3 maggio 1965	 (limited)
- USA  25 gennaio 1995  VHS

Alias
- The Covered Wagon	USA (titolo originale)
- A Caravana Gloriosa	Portogallo
- Die Karawane	Germania
- Die Karawane des Westens	Austria
- I pionieri	Italia
- Karawana	Polonia
- La caravana de Oregón	 Spagna
- La Caravane vers l'Ouest	Francia